# معهد ناسا للمفاهيم المتقدمة

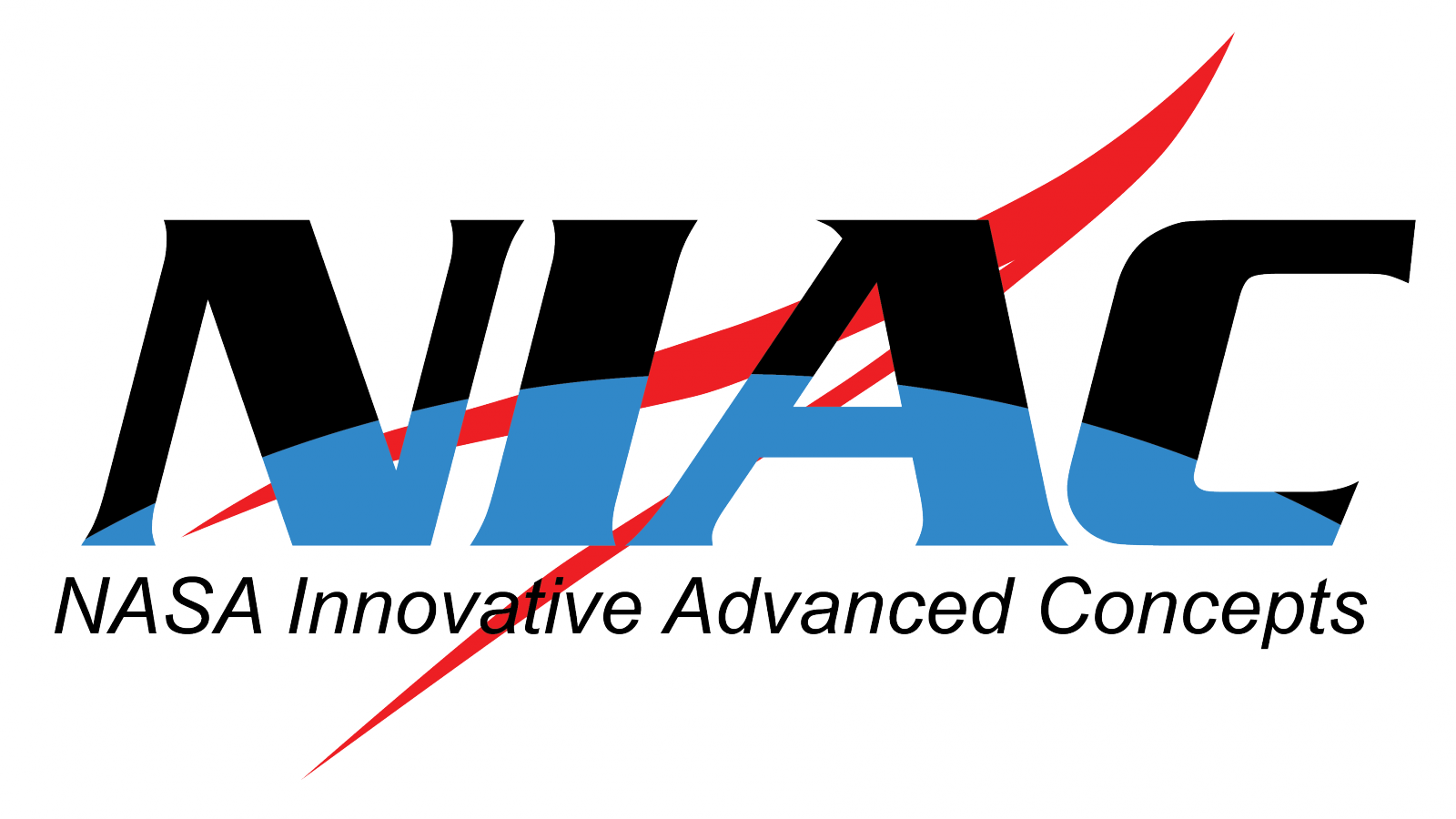
شعار معهد ناسا للمفاهيم المتقدمة

معهد ناسا للمفاهيم المتقدمة (بالإنجليزية: NASA Institute for Advanced Concepts - NIAC) هو برنامج تابع لوكالة ناسا لتطوير مفاهيم متقدمة بعيدة المدى من خلال: (إبتكار أفكار للمهام الفضائية تكون أفضل جذريًا أو جديدة تمامًا).  عمل البرنامج تحت اسم معهد ناسا للمفاهيم المتقدمة من عام 1998 حتى عام 2007 (تديره جمعية أبحاث الفضاء بالجامعات نيابة عن ناسا)، وأعيد تأسيسه في عام 2011 تحت اسم ناسا للمفاهيم المتقدمة المبتكرة ويستمر حتى الوقت الحاضر. يمول برنامج NIAC العمل على مفاهيم الطيران والفضاء الثورية التي يمكن أن تؤثر بشكل كبير على كيفية تطوير وكالة ناسا وتنفيذ مهامها.

## التاريخ
كان معهد ناسا للمفاهيم المتقدمة برنامجًا ممولًا من وكالة ناسا وتم بدأه من قبل رابطة أبحاث الفضاء بالجامعات (USRA) لصالح ناسا من عام 1998 حتى إغلاقه في 31 أغسطس 2007. كان من المقرر أن يكون NIAC بمثابة (مُنتدى مفتوح مُستقل، ونقطة دخول رفيعة المستوى إلى ناسا للمجتمع الخارجي من المبتكرين، وقدرة خارجية على تحليل وتعريف مفاهيم الطيران والفضاء المتقدمة لاستكمال أنشطة المفاهيم المتقدمة التي يتم إجراؤها داخل ناسا). سعى المعهد للحصول على مقترحات لمفاهيم الطيران والفضاء الثورية التي يمكن أن تؤثر بشكل كبير على كيفية تطوير وكالة ناسا وتنفيذها لمهامها. لقد وفرت نقطة دخول واضحة للغاية ومعروفة وعالية المستوى للمفكرين والباحثين خارج ناسا. شجع المعهد مُقدمي المقترحات على التفكير لعقود للأمام في المستقبل سعياً وراء مفاهيم من شأنها أن تحرز (قفزة) لتطور أنظمة الفضاء المعاصرة. في حين سعى المعهد إلى تقديم مقترحات لمفاهيم مُتقدمة تمتد إلى الخيال، كان من المتوقع أن تستند هذه المفاهيم إلى مبادئ علمية سليمة ويمكن تحقيقها في إطار زمني يتراوح ما بين 10 إلى 40 عامًا. من فبراير 1998 إلى 2007، تلق المعهد إجمالي 1,309 مقترحًا ومُنح 126 منحة للمرحلة الأولى و 42 عقدًا للمرحلة الثانية بقيمة إجمالية قدرها 27.3 مليون دولار. 
أعلنت ناسا في الأول من مارس 2011 أنه سيتم إعادة تأسيس معهد NIAC في ناسا بأهداف مماثلة،   مع الحفاظ على اختصار الإسم NIAC.

### المعهد ما بين عامي 1998-2007
تشمل الدراسات الممولة من قبل المعهد الأصلي 1998-2007
- آلات النانو الحيوية لتطبيقات الفضاء – كونستانتينوس مافروديس
- عروض جدوى النظام للكهوف والإنشاءات تحت السطحية للسكن في المريخ والاستكشاف العلمي (مشروع كهوف المريخ) - بينيلوب جيه بوسطن
- المصعد الفضائي القمري – جيروم بيرسون – التقرير النهائي.pdf
- الشراع المغناطيسي – روبرت زوبرين
- Mars Entomopter – أنتوني كولوزا / روبرت ميشيلسون – التقرير النهائي للمرحلة الثانية.pdf
- دفع البلازما في الغلاف المغناطيسي المصغر – روبرت م. وينجلي
- حبل تبادل الزخم – توماس ج. بوجار – التقرير النهائي.pdf
- مهمة العوالم الجديدة – ويبستر كاش
- مصعد الفضاء – برادلي سي إدواردز